# Albero Bajo
Albero Bajo (en aragonès Albero Baixo) és un municipi aragonès situat a la província d'Osca i enquadrat a la comarca dels Monegres.